# Hanghäuser von Ephesos

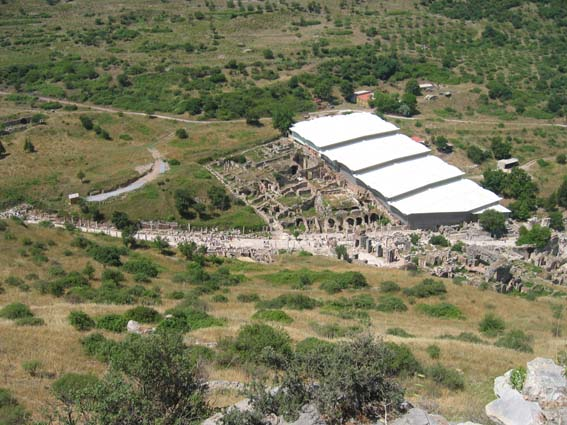
Der Komplex der Hanghäuser an der Kuretenstraße in Ephesos mit der Überdachung des Hanghauses 2

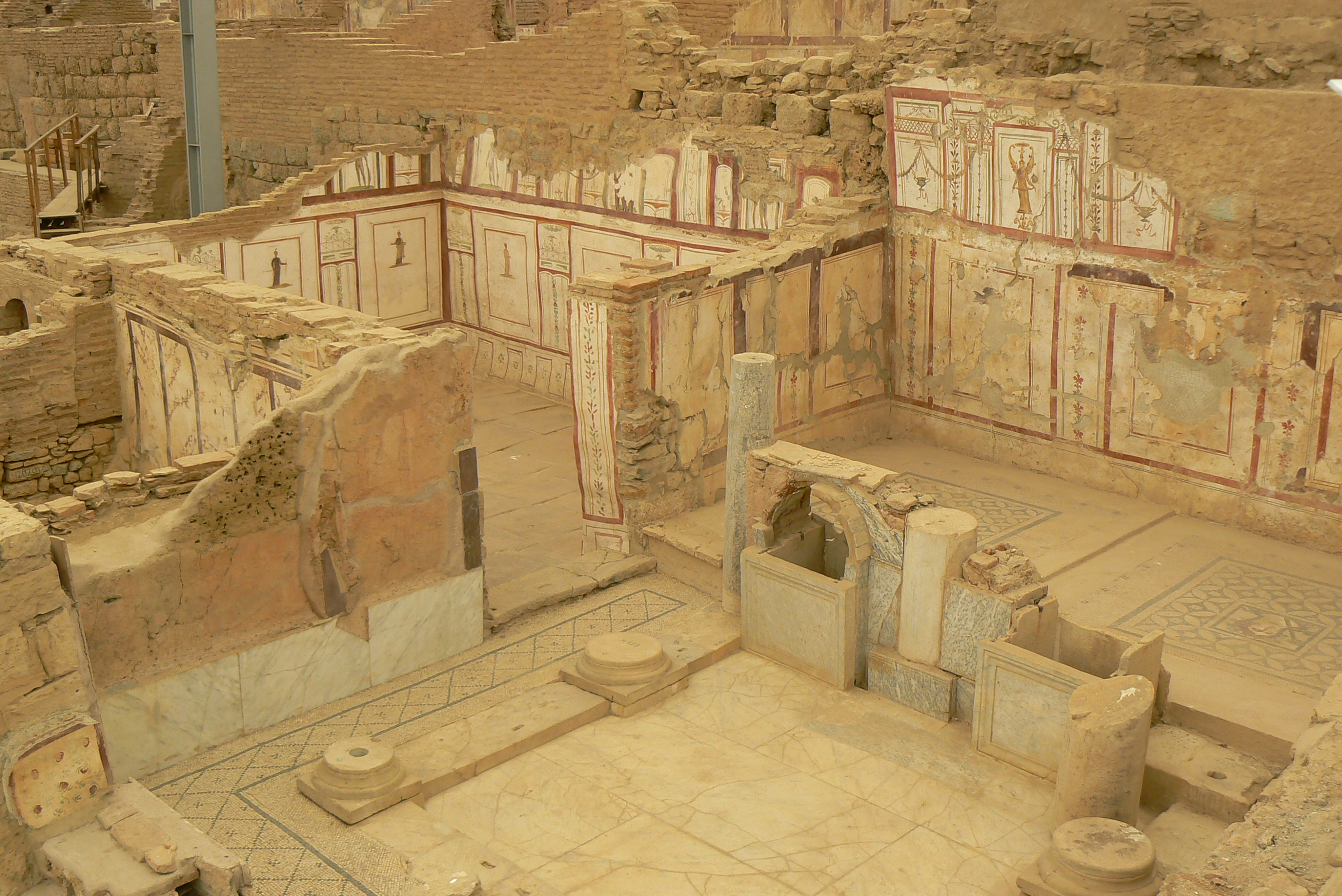
Wandmalereien im Hanghaus 2

Die sogenannten Hanghäuser sind zwei Komplexe (so genannte insulae) römischer privater Wohnhäuser in Ephesos in der heutigen Türkei.
Beide insulae liegen am Südhang des Bülbüldağ, des größeren der beiden Stadtberge von Ephesos. Das besser erhaltene „Hanghaus 2“ nimmt eine Fläche von etwa 4000 m² ein und grenzt im Norden an die sogenannte Kuretenstraße. Die römische Wohnbebauung in der heute sichtbaren Form begann in der römischen Kaiserzeit, ihre Nutzung in der heute sichtbaren Struktur endete mit der Zerstörung des Hanghauses 2 durch ein Erdbeben im 3. Viertel des 3. Jahrhunderts n. Chr. Das Hanghaus 2 ist vor allem durch seine gut erhaltenen Wandmalereien bemerkenswert, die zum großen Teil in das 3. Jahrhundert n. Chr. datiert werden. Es handelt sich um den bisher umfangreichsten und am besten erhaltenen Fund von Wandmalereien dieser Zeit aus dem Osten des römischen Reiches.
Der überdachte Komplex zu den Hanghäusern ist über einen separaten Eingang innerhalb Ephesos zu erreichen. Es wird ein zusätzliches Eintrittsgeld erhoben.
Möbelstücke und Kleinfunde aus den Hanghäusern sowie einige Wandmalereien sind im Saal der Hausfunde im Ephesos-Museum in Selçuk ausgestellt.